# سنت نیکلاوس
سنت نیکلاوس (به لاتین: St. Niklaus) یک بخش‌های سوئیس در سوئیس است که در کانتون وله واقع شده‌است.

## خصوصیات
سنت نیکلاوس ۲٬۳۷۹ نفر جمعیت دارد.